# 格洛克26手槍
格洛克26（GLOCK 26）是一款由奥地利槍械製造商格洛克公司所設計及生產的半自動手槍，是格洛克17的袖珍型版本，發射9×19公釐帕拉貝倫口徑手枪子彈，標凖彈匣為10發。

## 歷史與設計
格洛克26在1995年設計，推出時是以被稱為2.5代的版本，以後經歷了三次版本更新，分別為後來的第三代格洛克26（英語：3rd generation GLOCK 26），2010年的第四代格洛克26（英語：4th generation GLOCK 26）及2018年的第五代格洛克26（英語：5th generation GLOCK 26）。
第四代會在套筒上型號位置加上“Gen4”以玆識別。第四代格洛克26在2011年的SHOT Show中推出，採用了第四代格洛克的Gen4 RTF新紋理，而握把略為縮小，亦改為可以更換握把片（分別是中形和大形，亦可以不裝上握把片直接使用，共五種握把尺寸），以調整握把尺寸，更適合不同的手形。亦會有經改進的彈匣設計，以便左右手皆可以直接按下加大化的彈匣卡榫以更換彈匣，亦可以與舊式彈匣共用，但只可以右手按下彈匣卡榫以更換彈匣。

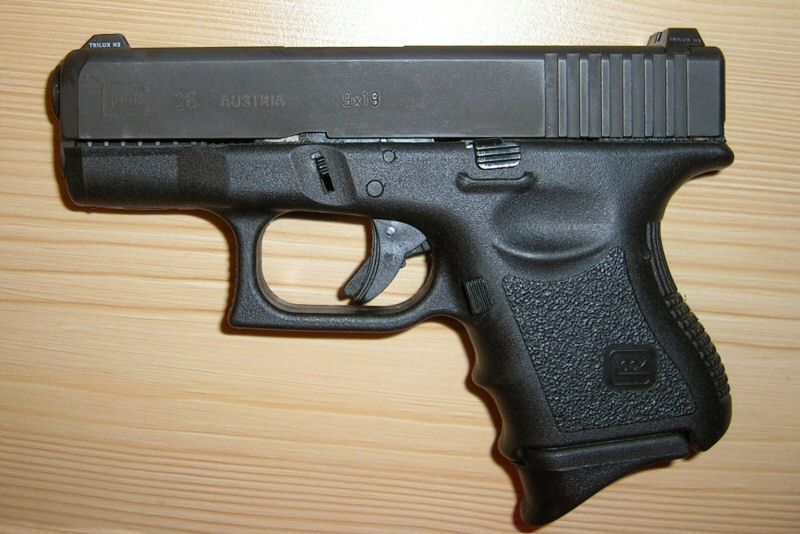
裝上了氚光夜間用瞄具的第2.5代格洛克26（Gen2.5 GLOCK 26）

第五代會在套筒上型號位置加上“Gen5”以玆識別。第五代型號的一些顯著變化如下：槍管和套筒上採用了與第五代格洛克17相同的「nDLC」（Diamond-Like Carbon，类金刚石碳）表面處理，讓套筒內外以及槍管表面比前代的更耐磨、更耐久；將新的槍管膛線和加工設計運用到其配備的高精度槍管；取消了以往格洛克26握把上的手指凹槽，改為無凹槽握把以提高握槍的自由度；以及配備雙手俱利的無彈後定桿。另外也省略了第三代導入、扳機銷上方的閉鎖件銷。許多內部部件也再不那麼顯眼。彈匣也因應第五代型號而作出修改。重新設計的彈匣更換了橙色的托彈板，以更快地目視觀察到彈匣以內的剩餘彈數。
2019年中，在美國市場新生產的格洛克26將全數擁有滑套前部鋸齒紋，並且改稱格洛克26 FS，而沒有滑套前部鋸齒紋的格洛克26將不再於美國銷售，但仍於歐洲及國際市場銷售。
格洛克26是向民間市場銷售，亦被執法部門廣泛采用。相比格洛克17和格洛克19，格洛克26的握把比格洛克17和格洛克19少了一個手指凹槽，更便於隱蔽任務，以上三種型号大部份零件通用（包括彈匣）。

## 衍生型

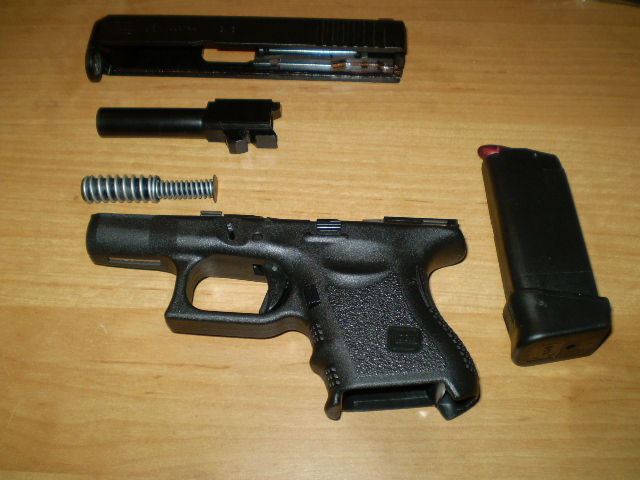
第三代格洛克26的分解圖。

### 格洛克26 FS
格洛克26 FS（GLOCK 26 FS）為加上滑套前部鋸齒紋的格洛克26，於2019年中在美國市場，及後在全球市場推出，並已改稱並成為標準的格洛克26。

### 格洛克26 Mod 1/DHS
格洛克26 Mod 1/DHS（GLOCK 26 Mod 1/DHS）是應國土安全部要求而生產的衍生型。為擁有加長底把、喇叭狀彈匣插槽、滑套前部鋸齒紋並取消底把底部的凸塊的第五代格洛克26，標準彈匣為裝上加長底板的11發彈匣，並且配有AmeriGlo夜間用照門及準星。與格洛克43和格洛克43X類似的是，格洛克26 Mod 1並不能使用格洛克26的10發彈匣。

### 格洛克26 MOS
格洛克26 MOS為加上模組化光學瞄準鏡系統的格洛克26，目前僅在歐洲市場推出。

### 格洛克27
格洛克27（GLOCK 27）是格洛克26的.40 S&W口徑版本。

### 格洛克28
格洛克28（GLOCK 28）是格洛克26的.380 ACP口徑版本。

### 格洛克29
格洛克29（GLOCK 29）是格洛克26的10公釐Auto口徑版本。

### 格洛克30
格洛克30（Glock 30）是格洛克26的.45 ACP口徑版本。

### 格洛克33
格洛克33（GLOCK 33）是格洛克26的.357 SIG口徑版本。

### 格洛克39
格洛克39（GLOCK 39）是格洛克26的.45 GAP口徑版本。

## 使用國

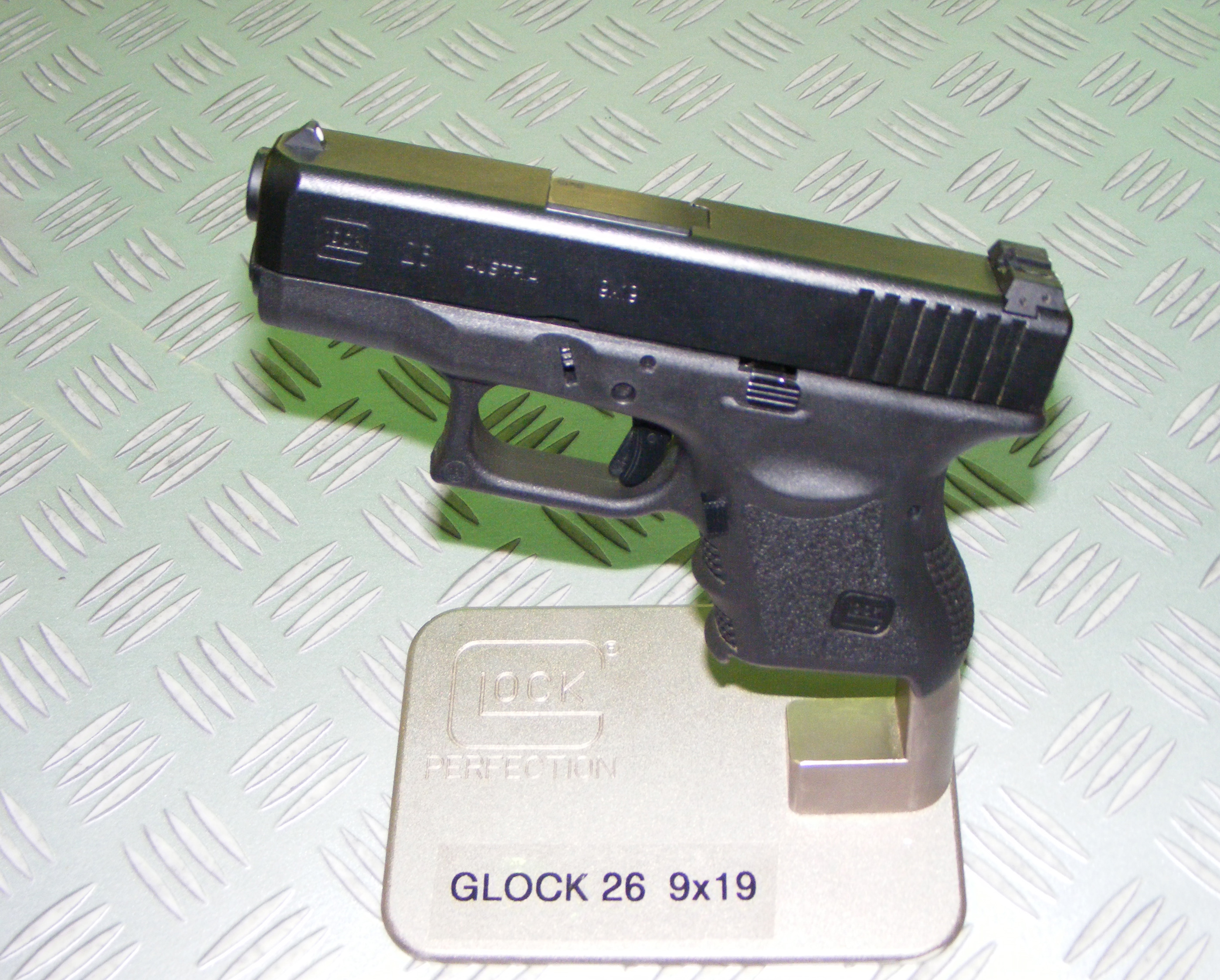
2008年MSPO中展示的格洛克26

| 國家           | 組織                             |
| -------------- | -------------------------------- |
|                | 澳大利亞聯邦警察                 |
| 奥地利         | 奧地利聯邦內務部眼鏡蛇作戰司令部 |
| 奥地利         | 奧地利聯邦軍特種部隊單位         |
| 比利时         | 比利時聯邦警察                   |
| 比利时         | 地方警察單位                     |
| 保加利亚       | 保加利亞國家警察局               |
| 巴西           | 巴西聯邦警察                     |
| 加拿大         | 魁北克警察                       |
| 中华人民共和国 | 新疆特警                         |
| 捷克           | 捷克警察快速應變單位             |
| 丹麦           | 天狼星雪橇巡邏隊                 |
| 芬兰           | 芬蘭警察                         |
| 法國           | 法國武裝部隊特種作戰司令部       |
| 法國           | 法國國家警察                     |
| 德国           | 德國聯邦警察                     |
| 德国           | 德國聯邦海關                     |
| 希腊           | 希臘警察                         |
| 印度           | 特種部隊單位                     |
| 日本           | 警視廳警護課                     |
| 盧森堡         | 大公國警察警察特別單位           |
| 盧森堡         | 海關單位                         |
| 立陶宛         | 立陶宛警察部隊                   |
| 澳門           | 司法警察局                       |
| 澳門           | 廉政公署                         |
| 马来西亚       | 馬來西亞皇家警察                 |
| 马来西亚       | 人民志願軍                       |
| 荷蘭           | 荷蘭武裝部隊特種部隊單位         |
| 荷蘭           | 荷蘭皇家憲兵特別保護任務旅       |
| 荷蘭           | 航空武裝警察                     |
| 巴基斯坦       | 巴基斯坦武裝部隊                 |
| 巴基斯坦       | 警察單位                         |
| 波蘭           | 波蘭警察                         |
| 俄羅斯         | 執法機構                         |
| 中華民國       | 國家安全局                       |
| 西班牙         | 西班牙國民警衛隊                 |
| 瑞士           | 瑞士武裝部隊特種部隊單位         |
| 瑞士           | 警察單位                         |
| 乌克兰         | 執法機構                         |
| 英国           | 倫敦都市警部特種槍械司令部       |
| 美国           | 多個地方和聯邦執法機構           |